# Lucius Allen
Lucius Allen, Lucius Oliver Allen, Jr., né le 26 septembre 1947 à Kansas City (Kansas), est un joueur américain de basket-ball.

## Biographie
Il effectue sa carrière universitaire avec les UCLA Bruins de l'université de Californie à Los Angeles. Sous la direction de John Wooden, il remporte deux titres de champion NCAA, en 1967 et 1968. Lors du titre de 1968, il figure parmi les deux joueurs des Bruins désignés dans les deux équipes Consensus All-America Teams, avec Lew Alcindor - futur Kareem Abdul-Jabbar - dans le premier cinq, Allen figurant dans le second cinq. Il est également désigné parmi dans la College basketball All-America teams toujours en compagnie de Lew Alcindor, son coéquipier Mike Warren étant le troisième joueur d'UCLA à y être présent.
Sélectionné en troisième position lors de la Draft 1969 de la NBA par les SuperSonics de Seattle, il joue une saison avec ceux-ci avant de faire partie d'un échange juste avant le début de la saison suivante. Il rejoint une équipe des Bucks de Milwaukee - retrouvant également Lew Alcindor - qui remporte le premier titre de son histoire, après seulement trois années d’existence. Lors de cette saison, il apporte 7,1 points, 2,5 rebonds, 2,6 passes en 19 minutes, et 7,3 points, 2,9 rebonds, 3,7 passes en 22 minutes 3 lors des quatorze rencontres de playoffs disputées. Une blessure en mars 1974 le prive d'une nouvelle finale NBA lors de la saison 1973-1974, les Bucks s'inclinant quatre à trois face aux Celtics de Boston. Durant la saison régulière, ses statistiques sont de 17,6 points, 4,0 rebonds, 5,2 passes et 1,9 interception.
Il commence la saison suivante avec les Bucks mais fait rapidement partie d'un accord qui l'envoie chez les Lakers de Los Angeles en échange de Jim Price. Ses statistiques sous ses nouvelles couleurs sont de 19,5 points, 5,7 rebonds, 2,2 passes. Les Lakers ne parviennent pas à disputer les playoffs. Malgré l'arrivée de Kareem Abdul-Jabbar, les Lakers sont de nouveau absent des playoffs lors de la saison suivante.
Un bilan de 53 victoires pour 29 défaites permettent aux Lakers de terminer au premier rang de la conférence Est, mais, après une victoire quatre à trois face aux Warriors de Golden State, ils s'inclinent quatre à zéro face aux Trail Blazers de Portland. Lucius Allen dispute sept rencontres lors de ces playoffs, pour des statistiques de 11,0 points,	4,6 rebonds et 3,4 passes.
En juin de la même année, il rejoint les Kings de Kansas City lors d'un nouvel échange. Avec sa nouvelle franchise, il dispute deux saisons, avec des moyennes de points de 11,9 et 5,1. Il dispute une nouvelle fois les playoffs lors de sa dernière saison, les Kings s'inclinant en demi-finale de conférence sur le score de quatre à un face aux Suns de Phoenix.
Au total, il dispute 702 matchs NBA et présente des statistiques de 13,4 points, 4,1 rebonds, 3,5 passes en 28 minutes 7. Il dispute 43 rencontres de playoffs avec des statistiques sont de 11,8 points, 3,1 rebonds et 3,3 passes en 27 minutes.